# Anomala gentilis
Anomala gentilis är en skalbaggsart som beskrevs av Machatschke 1975. Anomala gentilis ingår i släktet Anomala och familjen Rutelidae. Inga underarter finns listade i Catalogue of Life.